# Владперпункт
Владивостоцький пересильний пункт Дальбуду — табірний підрозділ, що діяв в структурі Сєввостлага ГУ СДС Дальбуд ОГПУ — НКВД СРСР. Час існування: організований — не пізніше 01.01.40 (в деяких джерелах 1931) ; закритий в 1941 році (в деяких джерелах 1949).
Щорічно тресту Дальбуд були потрібні десятки тисяч нових ув'язнених. Їх з усієї країни привозили до Владивостока, де був спеціально організований Владивостоцький пересильний табірний пункт — Транзитна «командировка» Владивостоцького окремого табірного пункту (ОЛП) Сєввостлага. Тут з них формували етапи і відправляли далі по таборах.